# Marcher sur l'eau
Pour plus de détails, voir Fiche technique et Distribution.
Marcher sur l'eau est un film documentaire français réalisé par Aïssa Maïga, sorti en 2021.

## Synopsis
Le documentaire suit les habitants de Tatiste au Niger pendant un an et leur demande de forage d'un nouveau puits. Les habitants parlent une des dix langues parlées au Niger, le tamasheq. Après une rencontre des habitants, ils décident d'envoyer une lettre au gouvernement local pour un forage. Pendant qu'ils attendent, on voit leur vie quotidienne dans le village. Le film suit la vie de Houlaye, une fille adolescente qui va à l'école, nettoie et tresse les cheveux des autres enfants du village, obtient l'eau dans les puits les plus proches et joue dans l'eau. À l'école, les enfants apprennent sur le changement climatique qui diminue la pluie et rend les puits plus rares.

## Fiche technique
- Titre : Marcher sur l'eau
- Réalisation : Aïssa Maïga
- Scénario : Ariane Kirtley et Aïssa Maïga sur une idée originale de Guy Lagache
- Musique : Uèle Lamore
- Photographie : Rousslan Dion
- Montage : Linda Attab et Isabelle Devinck
- Production : Yves Darondeau et Emmanuel Priou
- Société de production : Bonne Pioche, Echo Studio, France 3 Cinéma, Panache Productions, La Compagnie Cinématographique, OCS, France Télévisions et BE TV
- SOFICA : Cinémage 14
- Société de distribution : Les Films du Losange (France)
- Pays de production :  France et  Belgique
- Genre : documentaire
- Durée : 90 minutes
- Dates de sortie : 
  - France : 9 juillet 2021 (Festival de Cannes) 10 novembre 2021 (sortie nationale)

## Accueil
Le journal Le Parisien évoque « un documentaire aux images magnifiques, poignant et essentiel ». Sophie Grassin, pour L'Obs, évoque l'influence de Raymond Depardon et des « cadres splendides ». 

## Distinctions
Le film est présenté en sélection officielle au festival de Cannes 2021 dans la sélection éphémère « Cinéma pour le climat ».
Lors du festival du cinéma jeune public de Paris Mon Premier Festival en 2021, Marcher sur l'eau obtient le Prix du public Paris Mômes ainsi que le Prix de la musique de film jeune public avec la SACEM